# Алісардах (Ленський улус)
Алісардах (рос. Алысардах) — селище у Ленському улусі Республіки Сахи Російської Федерації.
Населення становить 29  осіб. Належить до муніципального утворення Толонський наслег.

## Історія
Згідно із законом від 30 листопада 2004 року органом місцевого самоврядування є Толонський наслег.

## Населення
| 2002 | 2010 |
| ---- | ---- |
| 41   | ↘29  |